# Lèmur ratolí gris
El lèmur ratolí gris (Microcebus murinus) és una espècie de lèmur de la família dels quirogalèids. Pertany al gènere Microcebus i és una de les espècies de primats més petites. El pelatge dorsal és cendrós amb alguns tons vermellosos. El ventre és de color blanquinós. Viu a l'oest, el sud-oest i el sud de Madagascar, al costat de la costa.
Mesura 10-14 cm de llargada i té una cua que és aproximadament de la mateixa llargada. El pes varia entre 40 i 70 g, segons l'estació de l'any. És una espècie nocturna que dorm als arbres. Els mascles solen dormir sols, però les femelles poden formar grups petits. Busquen aliment en solitari. La seva dieta consisteix en fruits, flors, nèctar, insectes i altres animals petits.
Les femelles tenen 2-4 cries per ventrada, que neixen després d'un període de gestació de 54-69 dies. Viuen una mitjana de quitze anys.